# Comet 7 cilindros
Os Comet de 7 cilindros radiais eram uma família de motores radiais refrigerados a ar, projetados e construídos pela "Comet Engine Corporation" em Madison, Wisconsin, por volta de 1927.

## Desenvolvimento
A Comet projetou a série de 7 cilindros radial para aproveitar o boom da aviação privada no final da década de 1920; com a intenção de substituir o grande número de motores excedentes de guerra relativamente não confiáveis que inundaram o mercado no início daquela década.
Produzido pela primeira vez pela Aircraft Engine Corporation de Oakland, Califórnia, novos investidores adquiriram a empresa da Califórnia e a Comet Engine Corporation foi formada sob o patrocínio da Air Investors Inc., da Crocker First Company de San Francisco e da Gisholt Machine Company.
A produção foi transferida para oficinas adjacentes à Gisholt Machine Company em Madison, que atuou como supervisor de produção.
O Comet radial era bastante padrão com cilindros aletados de aço, cabeçotes de liga leve fundido e duas válvulas por cabeçote. As válvulas são operadas por um único balancim e hastes de acionamento, na parte traseira do cilindro, que por sua vez são operados positivamente por trilhos de came interno e externo, operando roletes na haste de acionamento.
As bombas de óleo e os magnetos são acionados pelos acionamentos da árvore de cames, bem como pelo acionador de ar Heywood e tacômetro.
O virabrequim de duas peças, com contrapesos, é cuidadosamente forjado a partir de liga de aço cromo-vanádio tratado termicamente e perfurado para leveza e fluxo de óleo lubrificante. As bielas mestre e escravo são forjadas e usinadas do mesmo material que o virabrequim. A parte traseira do virabrequim carrega um rotor de indução para garantir uma distribuição uniforme da mistura para os cilindros do carburador Stromberg.
O cárter de duas peças é dividido no plano dos centros dos cilindros, com a metade dianteira suportando o mancal da manivela/eixo de hélice e a metade traseira abrigando o mancal traseiro, rotor de indução, acionamentos de cames e acessórios.

## Variantes
Dados de: Aerofiles
7-RAA partir de 1928 com Certificado de Tipo Aprovado No.9, avaliado inicialmente com 130 hp (96,9 kW) a 1.800 rpm.
7-DApós melhorias, avaliado com 150 hp (112 kW) de 10 l (612 cu in) a 1.800 rpm (máximo contínuo).
7-EA partir de 1929 com Certificado de Tipo Aprovado No.47, também de 10 l (612 cu in) entregando 165 hp (123 kW).

## Aplicações
Dados de: Aerofiles: Aircraft of North America 1903-2003
- Adcox Student Prince

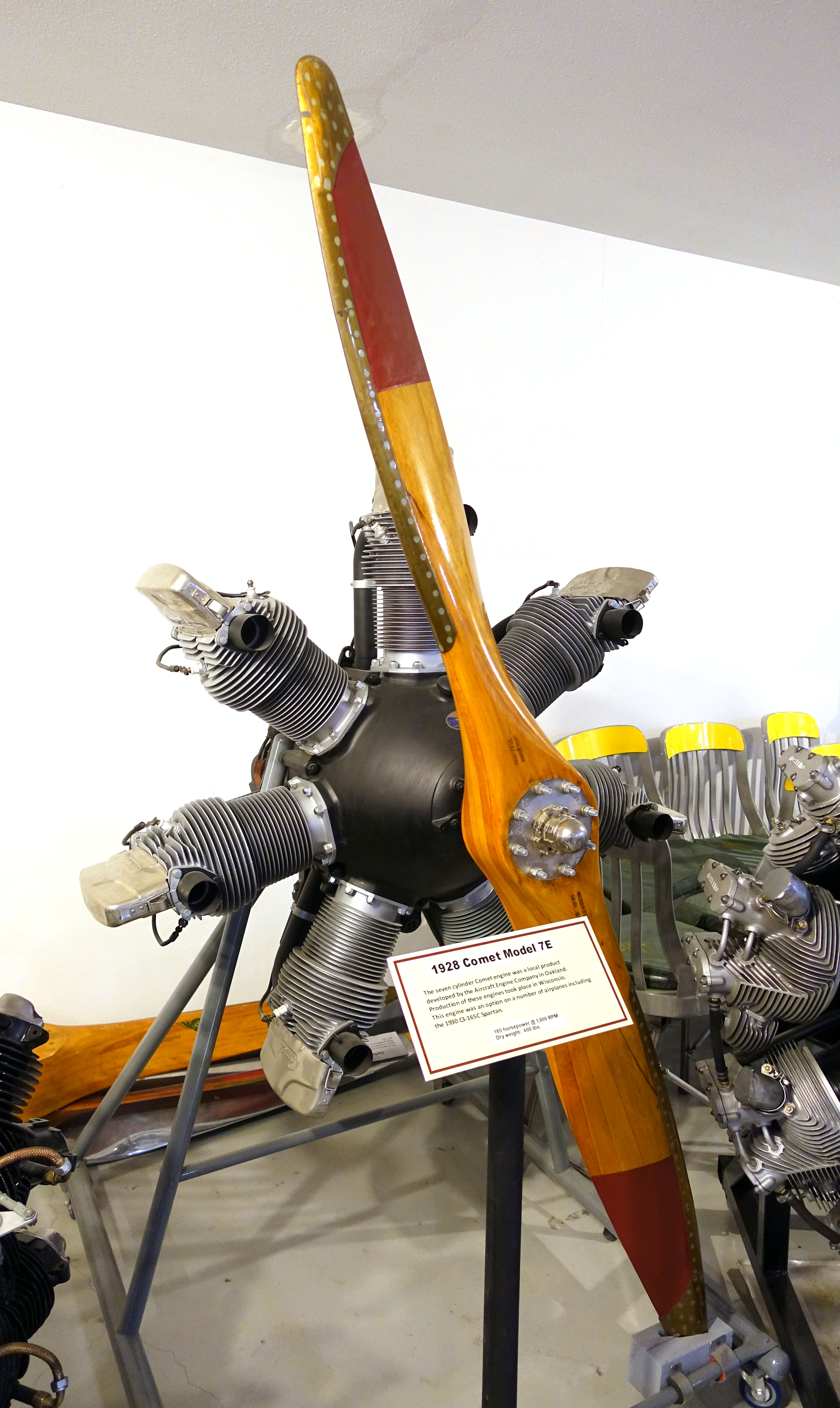
Um Comet 7-E em exposição no "Hiller Aviation Museum" em San Carlos, Califórnia.

- Alexander Eaglerock Bullet C-4 (7-E opcional)
- Alexander Eaglerock A-12  7-RA e alguns 7-E
- Bach 3-CT-5 (2x 7-RA)
- Bach 3-CT-6 (2x 7-RA)
- Bird Wing Imperial (opcional)
- Briggs Briggster
- Cessna AC
- Curtiss Robin J-1 (7-D)
- Fairchild KR-34B (aka KR-34B-1) 7-RA
- Fairchild KR-34C (7-E)
- General Aristocrat 102-D proposto 7-RA
- Kreider-Reisner C-4  7-RA
- Kreider-Reisner C-4B  7-D
- Marine Water Sprite Marine Aircraft Co, Sausalito CA. - 7-E
- Maximum Safety M-2 7-RA
- Maximum Safety M-3 7-D
- Neilson Golden Bear
- Parks P-2 (option)
- Schroeder-Wentworth 1929 monoplane 7-RA
- Sierra BLW-1 7-RA
- Sierra BLW-2 7-RA
- Spartan C3-166 7-E
- Stearman C3L 7-RA
- Thaden T-2  7-D
- Timm C-165 Collegiate 7-E
- Timm K-100 Collegiate 7-RA
- Towle TA-1 7-D
- Towle WC Amphibion 7-D
- Travel Air 4-U conversão para 7-RA, 7-D e 7-E pela O W Timm Aircraft Co.
- Triton Water Sprite, Triton Aircraft Co, Sausalito CA. 7-E
- Warren CP-1 7-D